# Lucaniai dialektus
A lucaniai dialektus (saját elnevezése lucàne, olaszul lucano) főként az olaszországi Basilicata régióban körülbelül 800 000 ember által használt újlatin (délolasz) nyelvjáráscsoport, pontosabban az italodalmát nyelvek közé tartozik. Közelebbi rokonságban a nápolyi nyelvjárásokkal áll. Nevét a rómaiak által Lucaniának hívott tartományról kapta, amely a mai Basilicata területének felel meg.

## Eredete
Ahogy a történelem tanúsítja, Itália számos nép hódításának tárgyát képezte az évezredek során. Ez még inkább jellemző volt a déli területekre, beleértve Basilicatát. A századok során ezt a régiót különböző idegen nemzetek hódították meg (normannok, szvévek, aragóniaiak, szlávok, ottománok, többek között), amelyek befolyása számos heterogén nyelvváltozatnak adtak életet. Ezen oknál fogva, a lucaniai dialektus (ahogy más regionális dialektusok is) a régió különböző térségei szerint nyilvánvaló eltéréseket mutat.

## Változatai
A lucaniai – dialektus a környező területek nyelvjárásainak hatására – további aldialektusokra oszlik, amelyek az alábbiak:
- Az appennini változatot a középső térségben, valamint a Potenza megye déli részén beszélik, és kiejtésére a magánhangzók zártsága jellemző, közel áll a campanóihoz.
- Az appulai változat a Matera megyében és részben Potenza északi részén figyelhető meg; a bari dialektushoz, illetve a Melfi térségében beszélt változata a foggiaihoz áll közel.
- A calabriai változatot Potenza legdélebbi részén beszélik, és a calabriai dialektusok befolyással voltak rá.
- A negyedik, nem túl elterjedt változata az acerenzai.

A szintén e területen elszórtan beszélt arberes nyelv már albán dialektus, leginkább Potentino-ban használják.